# Gawroniec (województwo zachodniopomorskie)
Gawroniec (niem. Gersdorf) – wieś w Polsce położona w województwie zachodniopomorskim, w powiecie świdwińskim, w gminie Połczyn-Zdrój, w pobliżu jeziora Gawrończe.
Ok. 0,8 km na północ znajduje się wzniesienie Narożnik.
Obszar Gawrońca został objęty obszarem specjalnej ochrony ptaków "Ostoja Drawska", a także obszarem chronionego krajobrazu Pojezierze Drawskie.
W latach 1975–1998 miejscowość administracyjnie należała do województwa koszalińskiego.
W miejscowości działało Państwowe Gospodarstwo Rolne Gawroniec.

## Zabytki i miejsca pamięci

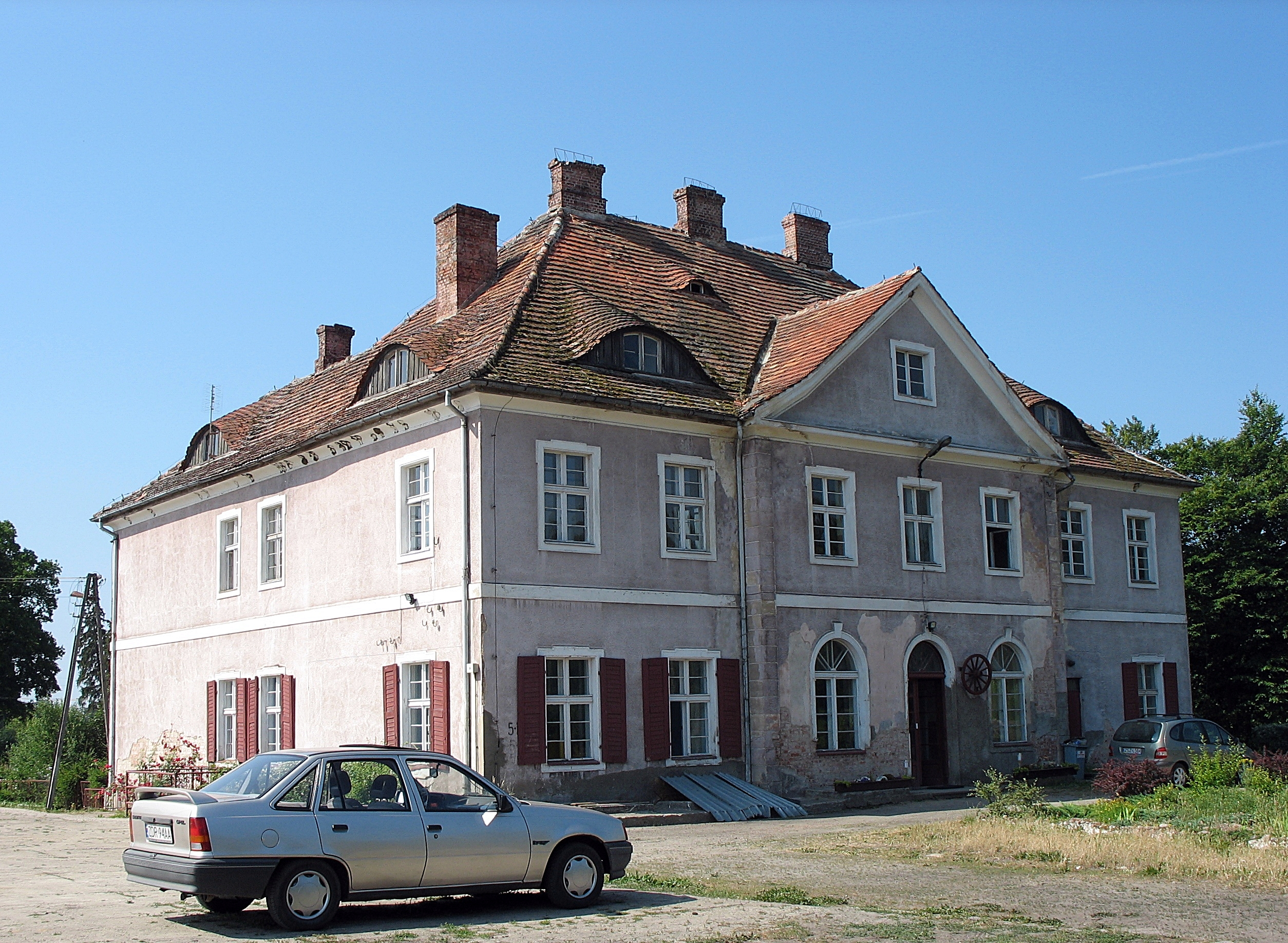
Pałac
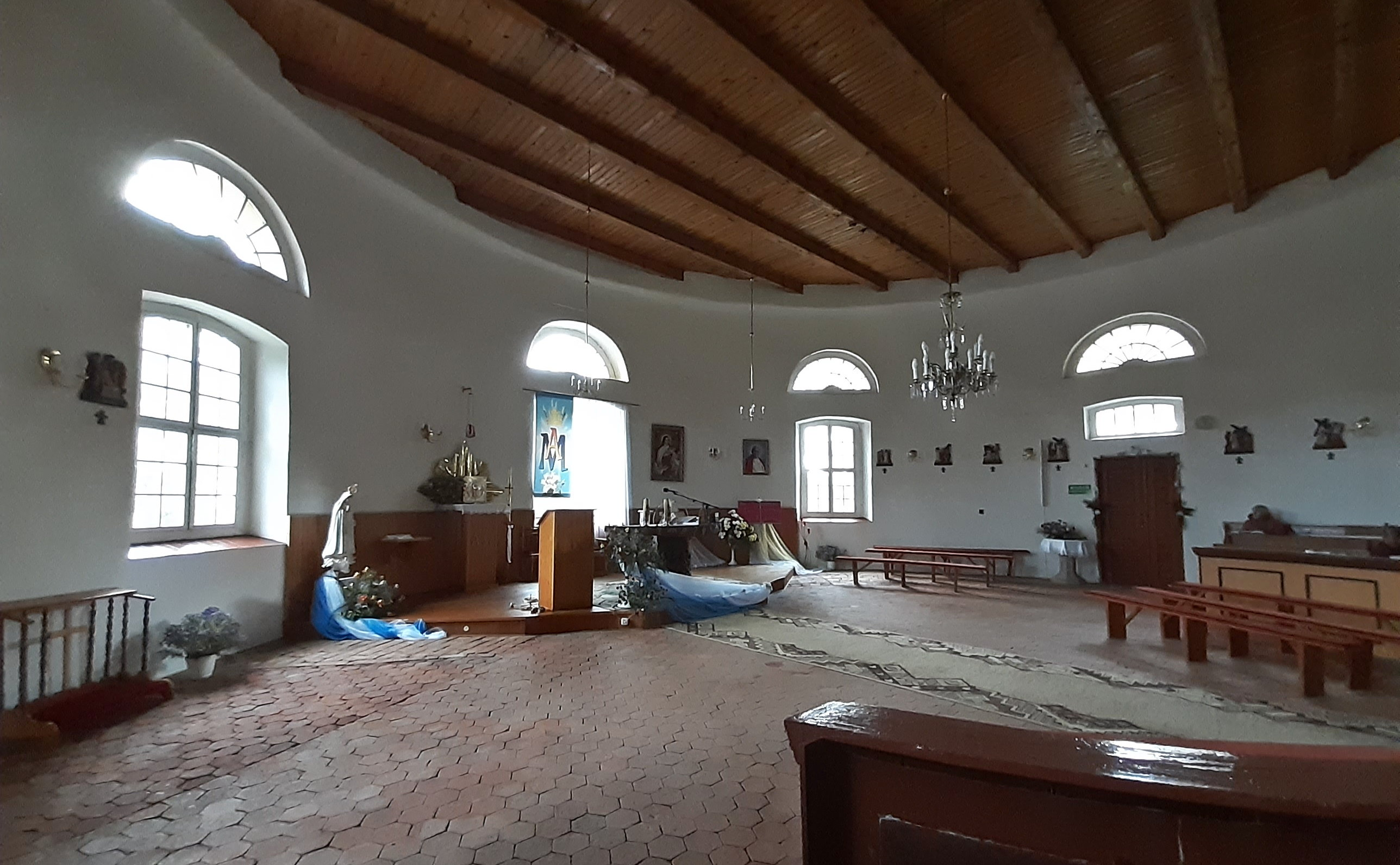
Kościół

We wsi znajdują się zabytki architektury:
- pałac klasycystyczny z XVIII/XIX wieku, wraz z parkiem krajobrazowym.
- klasycystyczny kościół filialny pw. św. Teresy od Dzieciątka Jezus należący do parafii Wniebowzięcia NMP w Toporzyku z 1828. Obiekt nietypowy dla regionu, w kształcie granitowej rotundy, przekrytej kopułą. W podziemiach istnieją krypty ze szczątkami dawnych właścicieli okolic - rodziny Borcke (Borków), złożonymi w ozdobnych trumnach. Najstarsza trumna jest datowana na 1671.

W centrum wsi znajduje się obelisk upamiętniający żołnierzy I Armii Wojska Polskiego.